# Le Bouillon
Le Bouillon (lə bu.jɔ̃ⓘ) es una comuna francesa situada en el departamento de Orne, en la región de Normandía.

## Demografía
| 146 | 154 | 158 | 138 | 156 | 151 | 166 |
| Para los censos de 1962 a 1999 la población legal corresponde a la población sin duplicidades (Fuente: INSEE [Consultar]) |     |     |     |     |     |     |